# Tisífone (erinia)

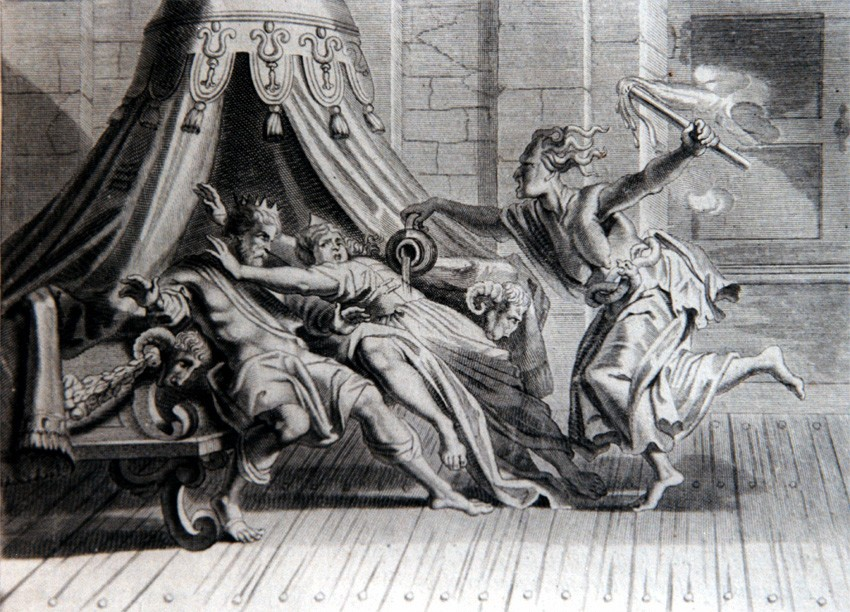
Tisífone enloquece a Ino y Atamante.

Tisífone (en griego Τισιφόνη, ‘vengadora del asesinato’), en la mitología griega, era una de las tres Erinias o Furias, hermana de Alecto y Megera, y como espíritu de la venganza, era la encargada[cita requerida] de castigar los delitos cometidos por asesinato: parricidio, fratricidio y homicidio.
Un mito cuenta que Tisífone se enamoró de un joven muy hermoso que se llamaba Citerón y no pudiendo contener la impaciencia de sus deseos, le declaró su amor en una carta, a la que él no respondió. Entonces la erinis, errando en su designio, tiró de una de las serpientes y la arrojó sobre el joven, que guardaba sus ovejas en la cima del monte Asterión; la serpiente se enroscó en su cuello y lo ahogó hasta la muerte. Desde entonces, por voluntad de los dioses, al monte se le llamó Citerón.
En el Libro VI de la Eneida de Virgilio, Tisífone es descrita como una de las terribles y crueles guardianes de las puertas del Tártaro, con una vestimenta humedecida de sangre.

Tisífone, con sus canos cabellos, como estaba, turbados,
los movió y rechazó de su cara las serpientes que la estorbaban
y así: «no de largos rodeos menester es», dijo;
Ovidio. Las metamorfosis, Libro IV, Atamante e Ino (474 - 476)

Unos dicen que la erinis Tisífone alguna vez dio de beber a sus fatigadas serpientes, que emergían de su cabellera, de las aguas sulfurosas.